# SCANDAL SHOW
『SCANDAL SHOW』（スキャンダル・ショー）は、SCANDALのベスト・アルバム。2012年3月7日にエピックレコードジャパンから発売された。

## 概要
バンド自らが選曲を行った初のベスト・アルバムで、2011年12月22日になんばHatchで開催されたワンマンライブ『BEST★X'mas3』のステージ上でリリースが発表された。シングルなどに加え、未発表音源「SCANDALのテーマ」も収録。。
メジャーデビュー後から本作発売の間に発表されたシングルのうち、4枚目のシングル「夢見るつばさ」と7枚目のシングル「涙のリグレット」は収録されていない。
本作を携え、東京、大阪にてリスニングパーティーを敢行。

## 発売形態
完全生産限定盤、初回生産限定盤、通常盤（初回仕様のみ特典付き）の3形態で発売。
完全生産限定盤
「CD+マガジン」の形態。フォト・マガジン仕様になっている。
初回生産限定盤
「CD+DVD」の形態。2011年に敢行されたアジアツアーの舞台裏ドキュメントを収録している。本人写真によるワイドキャップステッカー封入。
通常盤
「CD」のみの形態。

## 収録曲

### CD
1. HARUKAZE [4:35]
（作詞：SCANDAL、一色徳保 / 作曲：一色徳保 / 編曲：篤志）
12thシングル。アルバム初収録。
2. 少女S [3:11]
（作詞：TOMOMI / 作曲：田鹿祐一 / 編曲：イイジマケン）
3rdシングル。
3. DOLL [3:24]
（作詞：TOMOMI / 作曲：Satoshi Tokita / 編曲：西川進、SCANDAL）
1stシングルで、メジャーデビューシングル。
4. BEAUTeen!! [3:40]
（作詞：TOMOMI、Kyon / 作曲：ユトリロン / 編曲：宮永治郎、ユトリロン）
4thシングル「夢見るつばさ」のカップリング曲。アルバム初収録。
5. 太陽と君が描くSTORY [3:57]
（作詞：TOMOMI、田中秀典 / 作曲：田中秀典 / 編曲：藤井丈司、川口圭太）
6thシングル。
6. LOVE SURVIVE [3:39]
（作詞：HARUNA、田中秀典 / 作曲：田中秀典 / 編曲：川口圭太）
11thシングル。
7. Pride [4:30]
（作詞：TOMOMI、田中秀典 / 作曲：田中秀典 / 編曲：篤志）
9thシングル。
8. スイッチ [4:03]
（作詞：TOMOMI、田鹿祐一 / 作曲：田鹿祐一 / 編曲：川口圭太）
6thシングル「太陽と君が描くSTORY」のカップリング曲。アルバム初収録。
9. 瞬間センチメンタル [3:44]
（作詞：SCANDAL、小林夏海 / 作曲：田鹿祐一 / 編曲：川口圭太）
5thシングル。
10. ハルカ [5:05]
（作詞：HARUNA、田中秀典 / 作曲：田中秀典 / 編曲：川口圭太）
10thシングル。
11. スキャンダルなんかブッ飛ばせ [3:25]
（作詞：阿木燿子 / 作曲：宇崎竜童 / 編曲：藤井丈司）
8thシングル。
12. EVERYBODY SAY YEAH! [3:44]
（作詞：TOMOMI、尾上文 / 作曲：大久保友裕 / 編曲：川口圭太）
2ndアルバム『TEMPTATION BOX』収録曲。
13. カゲロウ -album mix- [4:25]
（作詞：TOMOMI、MASTERWORKS / 作曲・編曲：Jin Nakamura）
インディースシングルで、ミニ・アルバム『YAH!YAH!YAH! HELLO SCANDAL』収録のリミックス・バージョン。
14. SAKURAグッバイ [3:59]
（作詞：TOMOMI、MASTERWORKS / 作曲：MASTERWORKS / 編曲：久保田光太郎）
2ndシングル。
15. SCANDAL BABY [5:05]
（作詞：TOMOMI、田鹿祐一 / 作曲：田鹿祐一 / 編曲：川口圭太、田鹿祐一）
1stアルバム『BEST★SCANDAL』収録曲。
16. SCANDALのテーマ [1:36]
（「作詞：SCANDAL、MASTERWORKS / 作曲：MASTERWORKS / 編曲：SCANDAL）
ボーナス・トラック。歌詞カードには歌詞が記載されていない。

### DVD（初回生産限定盤のみ）
- SCANDAL ASIA TOUR 2011 -密着ドキュメント映像-